# Zwirtner See
Der Zwirtner See befindet sich im Osten der Stadtgemeinde Liezen im österreichischen Bundesland Steiermark.
Er wurde anlässlich des Baus des Bosrucktunnels an seinem südlichen Tunnelausgang angelegt, um aus ihm Schotter für die Innenauskleidung des Tunnels zu gewinnen. Der See liegt im Schwemmgebiet der Enns, mit der er unterirdisch verbunden ist, auf einer Höhe von 638 m über dem Meer. Er ist heute in Privatbesitz und gehört der Familie Schörkmeier aus Reithtal, die ihn als Bade- und Fischteich verpachtet. Im Süden befindet sich ein Ferienwohngebiet mit zahlreichen Appartements.